# 羅賓·吉布
羅賓·雨果·吉布，CBE（英語：Robin Hugh Gibb，1949年12月22日—2012年5月20日），英國歌手、詞曲作者及唱片監製，出生於英國皇家屬地曼島的首府道格拉斯，雙親都是英國人。他在吉布家族五姐弟排行第三（在1969年，因為羅賓跟巴里和經理人吵架而單飛，姐姐 Lesley 成為代唱），是雙胞胎弟弟莫里斯（Maurice Ernest Gibb）的哥哥。他與莫里斯和哥哥巴里·吉布（Barry Alan Crompton Gibb）在澳洲組成的樂隊 Bee Gees 聞名世界，是20世紀搖滾樂和迪斯科高峰時間的代表樂團，開創了多種新穎的演唱方式，影響十分深遠，成為史上最成功的其中一支樂隊之一。2011年11月，羅賓被證實患上大腸癌並合併肝轉移。與癌魔長期搏鬥後，最終導致肝臟及腎臟功能失調於2012年5月20日逝世，享壽62歲。

## 外部連結
- 羅賓·吉布官方網頁 （页面存档备份，存于）
- 羅賓·吉布MySpace頁面 （页面存档备份，存于）
- Gibb Songs （页面存档备份，存于） Magnet by Joseph Brennan
- Promo Video, My Lover's Prayer[永久]
- Well Known Vegans, The Vegan Society Official Website